# Saint-Germain-sous-Cailly
Saint-Germain-sous-Cailly település Franciaországban, Seine-Maritime megyében. Lakosainak száma 310 fő (2022. január 1.). Saint-Germain-sous-Cailly Cailly, Claville-Motteville, Esteville és Saint-André-sur-Cailly községekkel határos.

## Népesség
A település népessége az elmúlt években az alábbi módon változott:
| Lakosok száma | 348  | 344  | 347  | 344  | 343  | 342  | 331  | 321  | 310  |
|               | 2013 | 2015 | 2016 | 2017 | 2018 | 2019 | 2020 | 2021 | 2022 |